# Universidad de Ciencias Médicas de Villa Clara
La Universidad de Ciencias Médicas de Villa Clara (también llamada Facultad de Medicina de Villa Clara "Dr. Serafín Ruíz de Zárate Ruíz") es una universidad de medicina localizada en Santa Clara, Villa Clara, Cuba. Fue fundada el 21 de noviembre de 1966, por Fidel Castro. 

## Facultades
Se encuentra dividida en cuatro facultades: 
- Medicina
- Estomatología
- Licenciatura en Enfermería
- Tecnologías de la Salud